# AACTA Award de la meilleure actrice dans un second rôle
L’AACTA Award de la meilleure actrice dans un second rôle (AACTA Award for Best Actress in a Supporting Role) est une récompense cinématographique australienne décernée chaque année depuis 1976 par l'Australian Academy of Cinema and Television Arts, laquelle décerne également tous les autres AACTA Awards.
À l'origine appelé AFI Award de la meilleure actrice dans un second rôle, l'intitulé actuel date de 2012, lorsque l'Australian Film Institute a été remplacé par l'Australian Academy of Cinema and Television Arts.

## Palmarès

### AFI Awards(de 1976 à 2010)

#### Années 2000
- 2000 : Greta Scacchi pour le rôle de Christina Alibrandi dans Looking for Alibrandi
  - Elena Cotta pour le rôle de Katia Alibrandi dans Looking for Alibrandi
  - Sacha Horler pour le rôle de Liza dans Russian Doll
  - Kris McQuade pour le rôle du chauffeur de taxi dans Better Than Sex
- 2001 : Rachael Blake pour le rôle de Jane O'May dans Lantana
  - Lourdes Bartolome pour le rôle de Manola dans La spagnola
  - Daniela Farinacci pour le rôle de Paula D'Amato dans Lantana
  - Belinda McClory pour le rôle de Kay dans Mullet
- 2002 : Judi Farr pour le rôle de Margaret dans Walking On Water
  - Celia Ireland pour le rôle de Liz Black dans Australian Rules
  - Anna Lise Phillips pour le rôle de Rachel dans Envy
  - Maya Stange (en) pour le rôle de Kate dans Garage Days
- 2003 : Sacha Horler pour le rôle de Bronwyn White dans Travelling Light
  - Melanie Griffith pour le rôle de Barbara Marx dans The Night We Called It A Day
  - Miranda Richardson pour le rôle de Sylvia Lake dans The Rage in Placid Lake
  - Helen Thomson pour le rôle de Marion Barrington dans Gettin' Square
- 2004 : Lynette Curran pour le rôle d4Irene dans Somersault
  - Hollie Andrew pour le rôle de Bianca dans Somersault
  - Rachael Blake pour le rôle de Helen White dans Tom White
  - Loene Carmen pour le rôle de Christine dans Tom White
- 2005 : Noni Hazlehurst pour le rôle de Janelle dans Little Fish
  - Daniela Farinacci pour le rôle de Julia dans Look Both Ways
  - Tracy Mann pour le rôle de Mum dans Hating Alison Ashley
  - Kestie Morassi pour le rôle de Kristy Earl dans Wolf Creek
- 2006 : Susie Porter pour le rôle de Susan Woodbridge dans Caterpillar Wish
  - Noni Hazlehurst pour le rôle de Mrs. Wyatt dans Candy
  - Deborra-Lee Furness pour le rôle de Jude dans Jindabyne, Australie (Jindabyne)
  - Genevieve Lemon pour le rôle de Tante Dianne dans Le Feu sous la peau (Suburban Mayhem)
- 2007 : Emma Booth pour le rôle de Jill dans Clubland
  - Sibylla Budd pour le rôle de Tory dans The Bet
  - Irene Chen pour le rôle de May dans The Home Song Stories
  - Esme Melville pour le rôle de Miss Collard dans Romulus, My Father
- 2008 : Toni Collette pour le rôle de Maggie Mollison dans The Black Balloon
  - Saskia Burmeister pour le rôle de Vanya dans The Jammed
  - Maeve Dermody pour le rôle de Lee dans Black Water
  - Leeanna Walsman pour le rôle d'Indigo Samvini dans Bitter and Twisted
- 2009 : Rachel Griffiths pour le rôle de Sally dans Beautiful Kate
  - Bea Viegas pour le rôle de Juliana dans Balibo
  - Maeve Dermody pour le rôle de Toni dans Beautiful Kate
  - Mitjili Gibson pour le rôle de Nana dans Samson et Delilah (Samson and Delilah)

#### Années 2010
- 2010 : Deborah Mailman pour le rôle de Roxanne dans Bran Nue Dae
  - Julia Blake pour le rôle de Barbara dans The Boys Are Back
  - Kerry Fox pour le rôle de Mrs. Frances Brawne dans Bright Star
  - Laura Wheelwright pour le rôle de Nicky Henry dans Animal Kingdom

### AACTA Awards(depuis 2012)

#### Années 2010
- 2012 : Louise Harris pour le rôle d'Elizabeth Harvey dans Les Crimes de Snowtown (Snowtown)
  - Morgana Davies pour le rôle de Sass Armstrong dans The Hunter
  - Helen Morse pour le rôle de Lotte dans The Eye of the Storm
  - Alexandra Schepisi pour le rôle de Flora dans The Eye of the Storm
- 2013 : Jessica Mauboy pour le rôle de Julie McCrae dans Les Saphirs (The Sapphires)
  - Essie Davis pour le rôle de Karen dans Burning Man
  - Rebecca Gibney pour le rôle de Shirley Moochmoore dans Mental
  - Deborah Mailman pour le rôle de Sandra dans Mental
- 2014 : Elizabeth Debicki pour le rôle de Jordan Baker dans Gatsby le Magnifique (The Great Gatsby)
  - Isla Fisher pour le rôle de Myrtle Wilson dans Gatsby le Magnifique (The Great Gatsby)
  - Mirrah Foulkes pour le rôle de Fay dans The Turning
  - Alice Keohavong pour le rôle de Mali dans The Rocket

## Statistiques

### Nominations multiples
2 : Rachael Blake, Maeve Dermody, Daniela Farinacci, Noni Hazlehurst, Sacha Horler, Deborah Mailman

### Récompenses multiples
Aucune